# AES/EBU
L'AES/EBU è un formato standard per l'audio digitale, usato per interfacciare tra di loro diversi dispositivi.
Ufficialmente, è denominato AES3 ma prende il suo nome comune dal fatto che è stato sviluppato congiuntamente da Audio Engineering Society (AES) e European Broadcasting Union (EBU). La prima introduzione di questo formato risale al 1992, con revisioni successive nel 1995, 1998 e 2003. Lo standard definisce anche diversi tipi di connettori utilizzati dalle apparecchiature.
Uno standard correlato, chiamato S/PDIF, è stato sviluppato come versione consumer dell'AES/EBU, con connettori di tipo più comune, ed è ora parte delle specifiche complessive AES3.

## Connessioni
Lo standard AES3 rispecchia la parte 4 dello standard internazionale IEC 60958. Dei tipi di connettori fisici che definisce, tre tipi sono di uso comune:
- IEC 60958 Type I bilanciato - cavo a 3 conduttori, coppia ritorta da 110 ohm e connettore XLR, utilizzato in installazioni professionali (standard AES3)
- IEC 60958 Type II sbilanciato - cavo coassiale a 2 conduttori da 75 ohm con connettore RCA, usato nelle apparecchiature di classe domestica
- IEC 60958 Type II Ottico - cavo in fibra ottica, generalmente di plastica ma talvolta anche di vetro, con un connettore F05, usato anche in questo caso su apparecchiature di classe domestica

I connettori F05, connettori Toshiba da 5mm per fibra ottica in plastica, sono di solito più noti con il loro nome commerciale, TOSLINK.
Il precursore delle specifiche IEC 60958 Type II era l'interfaccia S/PDIF, al cui articolo si rimanda per dettagli sul formato dati AES/EBU. Si osservi, tuttavia, che i livelli elettrici sono differenti tra le due interfacce.
Altre strutture di trasporto AES3.
In tempi recenti, molte apparecchiature professionali sono equipaggiate con cablaggi coassiali a 75 ohm che usano un connettore BNC. Questo permette di usare gli stessi cavi, sezionatori e infrastrutture già in uso per il video analogico e digitale. L'esempio tipico è nella più recente generazione di videoregistratori betacam, ma anche molti video server prevedono questo tipo di connessione, nota come AES3id.
L'audio AES/EBU può anche essere trasportato direttamente insieme al segnale video, all'interno di un segnale SDI. In questo caso, viene integrato come ancillary data insieme alle informazioni di sincronismo orizzontale e prende il nome di audio embedded.
Un ulteriore modo di trasmettere l'audio AES/EBU è di incapsularlo all'interno di una rete ATM. Lo standard per fare questo è l'AES47, noto anche come IEC 62365.
Per informazioni sulla sincronizzazione di strutture di audio digitale, si veda lo standard AES11, mentre la capacità di inserire identificatori univoci all'interno di un flusso AES3 è coperta dallo standard AES52.

## Il protocollo

Semplice rappresentazione del protocollo sia AES/EBU che S/PDIF

Il protocollo di basso livello per la trasmissione dati è in gran parte identico tra AES/EBU e S/PDIF, per cui quanto segue si applica anche a quest'ultimo formato, tranne se diversamente indicato.
L'AES/EBU fu progettato in primo luogo per supportare l'audio codificato PCM sia nel formato DAT a 48 kHz che nel formato CD a 44.1 kHz. Non si tentò in alcun modo di usare una portante che potesse supportare entrambe le frequenze di campionamento: l'AES/EBU permette ai dati di essere di qualsiasi frequenza, e recupera il clock di riferimento usando la codifica Biphase Mark Code (BMC) per i dati. Una conseguenza importante di questo è che il segnale AES/EBU trasportato attraverso una linea bilanciata è indipendente dalla polarità, e viene trasmesso correttamente anche se il cavo è in controfase.
Il flusso di bit consiste nei dati audio PCM raggruppati in campioni di piccole dimensioni e inseriti in una struttura più grande che trasporta anche varie informazioni e codici di stato. La struttura di più alto livello è l'audio block, che corrisponde pressappoco al numero di campioni di dati PCM. Ogni blocco è suddiviso in 192 frame numerati da 0 a 191, a loro volta divisi in due subframe (o canali): A (sinistro) e B (destro). Ogni subframe contiene l'informazione di un singolo campione di audio PCM o, più semplicemente, un canale di audio. Ogni subframe è organizzato in 32 time slot numerati da 0 a 31, ognuno dei quali corrisponde all'incirca a un singolo bit. Non tutti i blocchi sono usati per trasmettere i dati audio, alcuni servono per segnali di controllo, e altri per trasmettere informazioni sui canali. Nell'uso normale solo 20 blocchi sono usati per l'audio, il che fornisce una qualità audio a 20 bit (come confronto, un CD usa campioni a 16 bit).
In definitiva, un audio block completo contiene 192 campioni di due canali audio e altri dati, per 12288 bit in totale.
I 32 bit del time slot sono usati in questo modo:

### Time slot da 0 a 3
In realtà, questi time slot non trasportano dati ma possono aiutare il recupero del clock e l'identificazione dei subframe. Non sono codificati BMC per cui sono unici nel flusso di dati e più facili da riconoscere, ma non rappresentano bit reali. La loro struttura minimizza la corrente continua sulla linea di trasmissione.
Sono possibili tre preamboli:
- X (o M): 11100010 se lo stato precedente era "0", 00011101 se era "1"
- Y (o W) : 11100100 se lo stato precedente era "0", 00011011 se era "1"
- Z (o B) : 11101000 se lo stato precedente era "0", 00010111 se era "1"

La denominazione X,Y,Z è dello standard AES; quella M, W,B dell'IEC 958 (un'estensione dell'AES).

### Time slot da 4 a 7
Questi time slot possono trasportare informazioni ausiliarie, come un canale audio supplementare a bassa qualità, impiegato per esempio per il talkback verso lo studio o per comunicazioni di servizio tra due studi
Come alternativa, possono essere usati per espandere la lunghezza di word a 24 bit, anche se questo richiede che i dispositivi che ricevono il segnale possano impiegare questo formato non standard.

### Time slot da 8 a 27
Questi time slot portano 20 bit di informazione audio, nell'ordine da LSB a MSB. Se la sorgente fornisce meno di 20 bit, gli LSB inutilizzati sono posti allo zero logico (per esempio, i bit 8-11 di un flusso dati a 16 bit proveniente da un CD audio sono a zero).

### Time slot da 28 a 31
Questi time slot portano bit associati a diverse informazioni, come segue:
- V (28) Validity bit: se è impostato a zero la word del campionamento audio è composta da dati corretti e adatti per la conversione digitale/analogica. Altrimenti, l'apparecchio ricevente deve silenziare l'uscita durante la presente dei campioni difettosi. È usato dai lettori che hanno problemi a leggere un campione.
- U (29) User bit: ogni tipo di dato, quale: durata, canzone, numero di traccia ecc. Un bit per canale audio per frame form un flusso dati seriale. Ogni audio block ha una word di controllo di 192 bit.
- C (30) Channel status bit: la sua struttura dipende dal tipo di segnale, se AES/EBU oppure S/PDIF.
- P (31) Parity bit: per la rilevazione di errori. Un bit di parità è fornito per permettere di rilevare errori derivanti dal malfunzionamento dell'interfaccia. Se il bit è impostato, la parità è pari.

### IlChannel Status Bitnell'interfaccia AES/EBU
Come indicato prima, c'è un channel status bit in ogni subframe, da cui deriva una word di 192 bit per ogni canale di ogni audio block. Questo significa che ci sono 192/8 = 24 byte disponibili in ciascuno dei due canali di ogni audio block. I contenuti del channel status bit sono completamente diversi tra AES/EBU e S/PDIF. Per l'AES/EBU, lo standard descrive in dettaglio come la maggior parte dei bit debba esserte usata. Questa è solo una panoramica da un punto di vista più alto, che descrive solo lo scopo dei 24 byte:
- byte 0: basic control data: indica se l'audio è compresso o no, se c'è qualche tipo di enfasi, qual è la frequenza di campionamento.
- byte 1: indica se il flusso audio è stereo, mono o altre combinazioni.
- byte 2: indica la lunghezza della word audio.
- byte 3: usato solo per applicazioni multicanale.
- byte 4: indica se il segnale può essere impiegato come riferimento per la frequenza di campionamento.
- byte 5: riservato.
- byte 6 - 9 e 10 - 13: questi due slot di quattro byte sono usati per trasmettere caratteri ASCII.
- byte 14 - 17: questi 4 byte forniscono uno slot di 32 bit in cui c'è un indirizzo che viene incrementato a ogni frame, e viene usato per numerarli.
- byte 18 - 21: come sopra, ma in un formato diverso, poiché è relativo al tempo reale (viene azzerato a mezzanotte).
- byte 22: contiene informazioni sull'affidabilità dell'audio block.
- byte 23: il byte finale è un CRC. Se non viene ricevuto, significa che la trasmissione è stata interrotta prima della fine dell'audio block, così quel blocco viene ignorato.

### AES/EBU embedded timecode
Il timecode AES/EBU embedded è un tipo di timecode SMPTE integrato all'interno di un flusso audio AES/EBU. È usato in campo professionale per la sincronizzazione e la registrazione di segnali di riferimento.